# Teodora Tocco
Teodora Tocco, nascuda amb el nom de Magdalena Tocco, i que va morir el novembre de 1429, va ser la primera esposa de Constantí XI Paleòleg quan aquest era Dèspota de Morea. El seu marit es convertiria més endavant en l'últim emperador de l'Imperi Romà d'Orient.
Era filla de Lleonard II Tocco, senyor de Zacint. El seu pare era el germà petit de Carles I Tocco, comte de Cefalònia i Lèucada. Carles va estar sotmès al Despotat de l'Epir del 1411 al 1429. Lleonard sembla que va morir jove. L'any 1424, Carles I Tocco va adoptar Magdalena i el seu germà Carles II Tocco.
Matrimoni
Carles I va ser derrotat en un enfrontament naval per Joan VIII Paleòleg el 1427. Es va haver de retirar de les parts de l'Èlide que havia tingut sota el seu control i renunciar a les seves pretensions hereditàries sobre Corint i Mègara. L'acord es va segellar amb el matrimoni de Magdalena amb Constantí Paleòleg, el germà petit de Joan VIII.
El matrimoni es va celebrar el juliol de 1428. Teodora es va convertir als dogmes de l'Església Ortodoxa oriental i va prendre el nom de «Teodora». Durant la seva vida junts, Constantí va mantenir sota el seu control diversos territoris del Peloponès, tot i que estava subordinat tant a Joan VIII com a Teodor II Paleòleg, dèspota de Morea. Magdalena va ser consort d'un governant menor.
Teodora va morir el novembre de 1429 a Estamira al Principat d'Acaia, mentre donava a llum una filla morta. Va ser enterrada a Mistràs.